# BODIPY

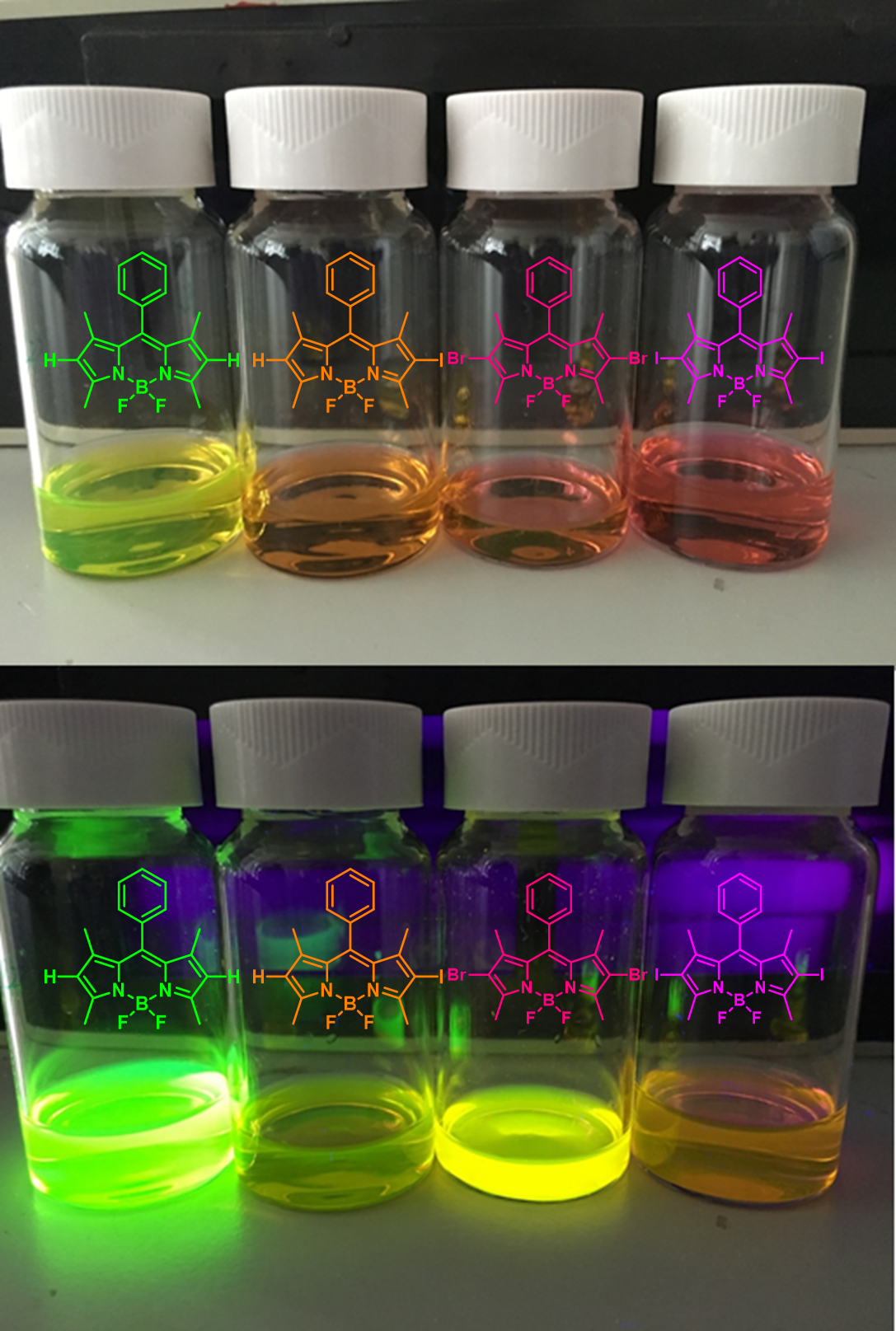
可见光（上）和紫外光（下）的卤代BODIPY染料

一些常见的BODIPY染料

BODIPY，化学名：4,4-二氟-4-硼杂-3a,4a-二氮杂-s-苯并二茚（英語：4,4-difluoro-4-bora-3a,4a-diaza-s-indacene，分子式C9H7BN2F2）是一类分子探针的母结构，这类分子探针也称为BODIPY染料（BODIPY dyes）。